# InuYasha
InuYasha (яп. 犬夜叉 инуяся, Пёс демон-хранитель) — продолжительный манга-сериал Румико Такахаси, создательницы «Ранма ½», Maison Ikkoku, Urusei Yatsura и других известных произведений. Выпуск манги, в общей сложности включающей 558 глав, был закончен в июне 2008 года. Аниме-экранизации произведения включают два телесериала (167- и 26-серийный, действие в котором охватывает 36-56 тома манги) и 5 полнометражных фильмов.
В 2020 году был анонсирован и вышел спин-офф сиквел аниме Yashahime: Princess Half-Demon, рассказывающий о детях Сэссёмару и Инуяси.

## Сюжет
История начинается в Токио с ученицей средней школы по имени Кагомэ Хигураси. Её семья уже несколько поколений владеет синтоистским храмом, в котором и живёт. Однажды по пути из школы Кагомэ заходит в небольшую постройку, в которой находится старый колодец — её младший брат Сота сказал ей, что в колодец упал их домашний кот, Буё, но сам Сота боится заходить в пристройку. Когда Кагомэ подходит к колодцу, из него на неё набрасывается демон-сороконожка, требуя отдать ей Камень Четырёх Душ (яп. 四魂の玉 Сикон-но тама). Кагомэ удаётся кое-как отбиться от демона, но, когда она выбирается из колодца, она обнаруживает, что попала в средневековую Японию (период Сэнгоку) и находится в лесу. Рядом с колодцем она видит дерево, к которому стрелой прикован парень с собачьими ушами. Он спит.
Кагомэ набредает на небольшую деревню у окраины леса и встречает там старую мико Каэдэ, которая говорит ей, что та очень похожа на её старшую сестру Кикё, погибшую 50 лет назад. Каэдэ рассказывает, что перед смертью Кикё попросила сжечь тот самый Камень Четырёх Душ вместе с её телом. Кагомэ узнаёт, что Камень — священная реликвия, придающая демонам невиданную силу. 50 лет назад, когда Камень охраняла Кикё, ханъё (полудемон) по имени Инуяся пытался украсть Камень и нанёс при этом Кикё смертельную рану. Но она всё же сумела поразить его волшебной стрелой, прибив его к дереву, чем навсегда его усыпила, и успела забрать у него Камень перед своей смертью. Именно Инуясю увидела Кагомэ в лесу, выбравшись из колодца.
Чуть позже выясняется, что Кагомэ — реинкарнация Кикё, и что у неё действительно есть Камень Четырёх Душ — он спрятан у неё в теле. Когда демон-сороконожка снова нападает на Кагомэ, вырывает из неё Камень и обретает огромную силу, Кагомэ приходится пробудить Инуясю от волшебного сна, чтобы тот помог одолеть сороконожку.
Но победив демона Инуяся решил отобрать Камень Четырёх Душ у Кагомэ. Чтобы этому помешать Каэдэ надела на Инуясю Волшебные чётки, дающие Кагомэ возможность контролировать Инуясю (когда Кагомэ произносит слово «сидеть» — Инуяся моментально падает).
Однако вскоре Камень снова оказывается утерян, причём Кагомэ при этом случайно разбивает его на множество мелких осколков, разлетевшихся по всему миру. Сериал рассказывает, как Кагомэ и Инуяся вместе путешествуют в поисках осколков Камня. По пути им встречается множество людей и демонов, которые либо присоединяются к ним в поисках, либо напротив, пытаются им помешать.

## Музыка
Опенинги в аниме-сериале: Change the world — V6 (1-34 эп.), I am — Хитоми (35-64 эп.), Owarinai yume — Нанасэ Айкава (65-95 эп.), Grip — Every Little Thing (96-127 эп.), One day, one dream — Tackey & Tsubasa (128—153 эп.), Angelus — Hitomi Shimatani (154—167 эп.).
Эндинги: My will — Dream (1-20, 166—167 эп.), Fukai mori — Do As Infinity (21-42 эп.), Dearest — Аюми Хамасаки (43-60 эп.), Every heart — Minna no kimochi — БоА (61-85 эп.), Shinjitsu no uta — Do As Infinity (86-108 эп.), Itazurana kiss — Day after tomorrow (109—127 эп.), Come — Намиэ Амуро (128—146 эп.), Brand-new world — V6 (147—165 эп.).
24 марта 2010 года был выпущен сборник лучших композиций аниме-сериала.

## Награды
В 2002 году манга выигрывает премию манги Shogakukan в категории сёнэн. На Западе она вошла в список бестселлеров The New York Times.
С 2001 по 2006 год аниме в ходило в десятку лучших по версии Animage.
В 2006 году аниме заняло 20-е место по результату опроса TV Asahi.